# Cyngar de Llangefni
Cyngar fue un santo galés del siglo V. Es el santo patrón de Llangefni, Anglesey, en Gales, y miembro fundador del Monasterio de Saint Cybi en Holyhead, Anglesey.

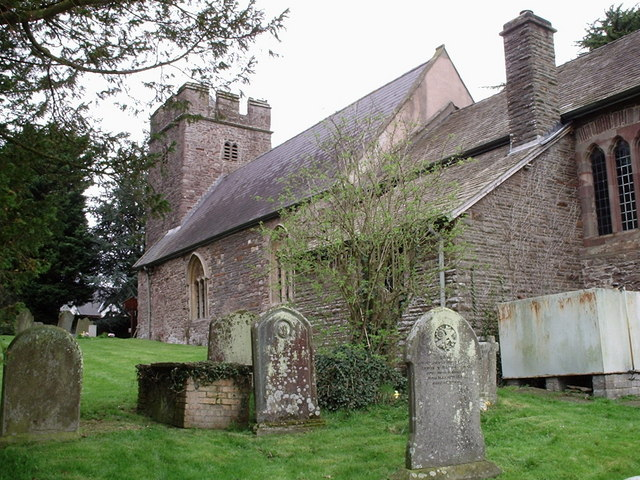
Iglesia de St Cybi en Llangybi

Nacido alrededor del 488, era hijo del rey Geraint de Dumnonia. Como hombre maduro, se convirtió en seguidor de su sobrino, Cybi Felyn, a quien acompañó a Edeligion en Gales del Sur, donde construyeron iglesias en Llangybi-upon-Usk y Llanddyfrwyr-yn-Edeligion antes de que el rey Glywys de Glywysing los obligara a huir. Luego fueron a la isla de Aran Mor en Irlanda donde pasaron 4 años construyendo iglesias, después de lo cual se mudaron a la península de Llŷn en Criccieth. Finalmente establecieron un importante monasterio en Holyhead, Anglesey, desde donde Cyngar fundó la iglesia en Llangefni.
Ynys Cyngar, antigua isla en alta mar ahora un promontorio costero se encuentra en la desembocadura del Afon Glaslyn cerca de Borth y Gest (Grid Ref: SH 5535 3658), donde la iglesia está dedicada a Cyngar.
Murió el 7 de noviembre de un año desconocido a mediados del siglo VI (probablemente 550 d. C.) y fue enterrado en Llangefni.